# 2008-as rövid pályás úszó-Európa-bajnokság
A 2008-as rövid pályás úszó-Európa-bajnokságot 2008. december 11. és december 14. között rendezték meg Fiumében. Az Eb-n 38 versenyszámot rendeztek.
A magyar versenyzők 3 ezüst- és 1 bronzérmet szereztek.

## Magyar éremszerzők
| Helyezés | Éremszerző       | Versenyszám                | Eredmény |
| -------- | ---------------- | -------------------------- | -------- |
| Ezüst    | Kis Gergő        | férfi 400 m-es vegyesúszás | 4:03,81  |
| Ezüst    | Verrasztó Evelyn | női 100 m-es vegyesúszás   | 59,49    |
| Ezüst    | Verrasztó Evelyn | női 200 m-es vegyesúszás   | 2:07,92  |
| Bronz    | Dara Eszter      | női 100 m-es pillangóúszás | 56,88    |

## Éremtáblázat

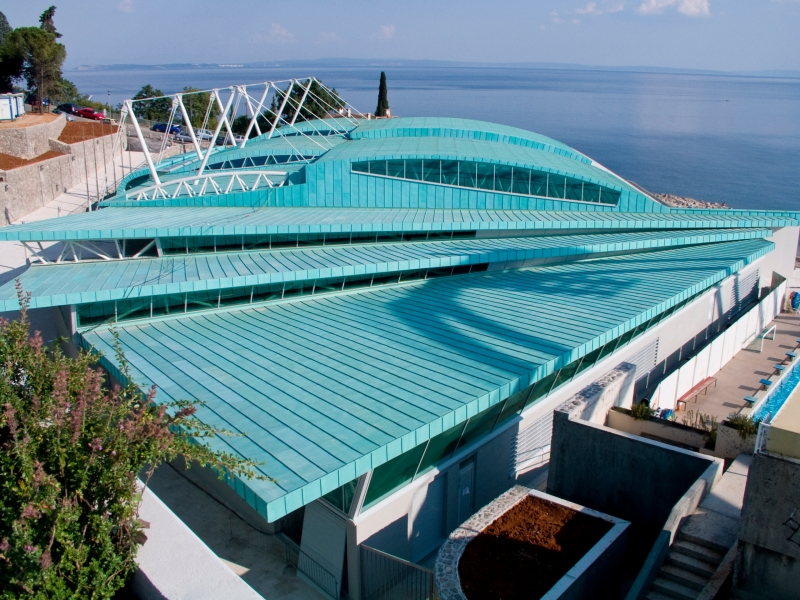
Kantrida Pool, az Eb helyszíne

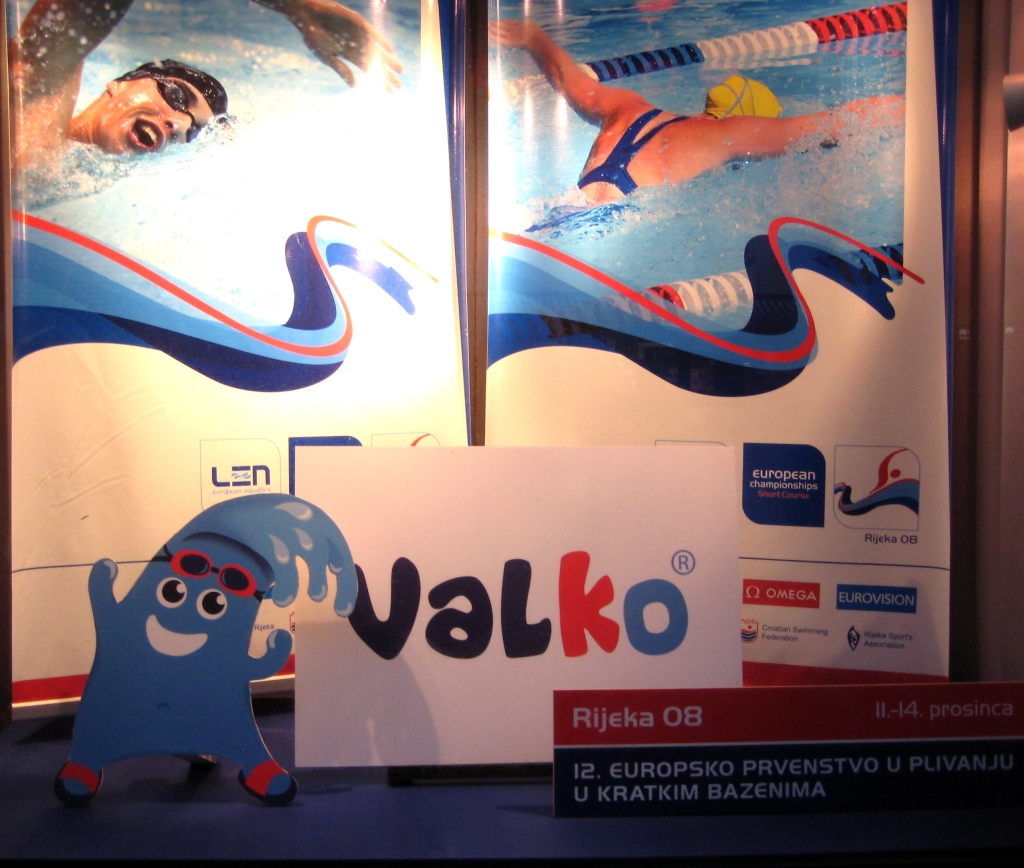
Az Eb kabalafigurája, "Valko"

(A táblázatban Magyarország és a rendező nemzet eltérő háttérszínnel kiemelve.)
| Helyezés | Nemzet             | Arany | Ezüst | Bronz | Összesen |
| 1.       | Oroszország        | 8     | 2     | 4     | 14       |
| 2.       | Franciaország      | 7     | 9     | 4     | 20       |
| 3.       | Olaszország        | 5     | 5     | 8     | 18       |
| 4.       | Hollandia          | 5     | 2     | 2     | 9        |
| 5.       | Spanyolország      | 2     | 3     | 2     | 7        |
| 6.       | Horvátország       | 2     | 0     | 2     | 4        |
| 7.       | Szlovénia          | 2     | 0     | 1     | 3        |
| 8.       | Németország        | 1     | 3     | 2     | 6        |
| 9.       | Dánia              | 1     | 2     | 3     | 6        |
| 10.      | Ausztria           | 1     | 2     | 1     | 4        |
|          | Ukrajna            | 1     | 2     | 1     | 4        |
| 12.      | Szerbia            | 1     | 1     | 0     | 2        |
|          | Svédország         | 1     | 1     | 0     | 2        |
| 14.      | Egyesült Királyság | 1     | 0     | 4     | 5        |
| 15.      | Finnország         | 1     | 0     | 0     | 1        |
| 16.      | Magyarország       | 0     | 3     | 1     | 4        |
| 17.      | Svájc              | 0     | 1     | 1     | 2        |
| 18.      | Litvánia           | 0     | 1     | 0     | 1        |
|          | Norvégia           | 0     | 1     | 0     | 1        |
| 20.      | Lengyelország      | 0     | 0     | 1     | 1        |
|          | Szlovákia          | 0     | 0     | 1     | 1        |
| Összesen | Összesen           | 39    | 37    | 39    | 115      |

## Eredmények
- WR – világcsúcs
- ER – Európa-csúcs
- CR – Európa-bajnoki csúcs

### Férfi
| Versenyszám                   | Arany                                                                              | Arany      | Ezüst | Ezüst    | Bronz                                                                           | Bronz    |
| ----------------------------- | ---------------------------------------------------------------------------------- | ---------- | --- | -------- | ------------------------------------------------------------------------------- | -------- |
| 50 m-es gyorsúszás            | Amaury Leveaux · Franciaország                                                     | 20,63      | Frédérick Bousquet · Franciaország | 20,69    | Duje Draganja · Horvátország · Jevgenyij Lagunov · Oroszország                  | 21,15    |
| 100 m-es gyorsúszás           | Amaury Leveaux · Franciaország                                                     | 44,94 WR   | Fabien Gilot · Franciaország | 45,84    | Filippo Magnini · Olaszország                                                   | 46,62    |
| 200 m-es gyorsúszás           | Danyila Izotov · Oroszország                                                       | 1:43,09    | Dominik Meichtry · Svájc | 1:43,11  | Massimiliano Rosolino · Olaszország                                             | 1:43,52  |
| 400 m-es gyorsúszás           | Paul Biedermann · Németország                                                      | 3:37,73 CR | Massimiliano Rosolino · Olaszország | 3:39,33  | Mads Glæsner · Dánia                                                            | 3:39,77  |
| 1500 m-es gyorsúszás          | Federico Colbertaldo · Olaszország                                                 | 14:24,21   | Vitalij Romanovics · Oroszország | 14:29,64 | Samuel Pizzetti · Olaszország                                                   | 14:31,60 |
| 50 m-es hátúszás              | Sztanyiszlav Donyec · Oroszország                                                  | 23,22      | Aschwin Wildeboer · Spanyolország | 23,28    | Ľuboš Križko · Szlovákia                                                        | 23,47    |
| 100 m-es hátúszás             | Sztanyiszlav Donyec · Oroszország                                                  | 49,32 WR   | Aschwin Wildeboer · Spanyolország | 49,61    | Helge Meeuw · Németország                                                       | 50,89    |
| 200 m-es hátúszás             | Aschwin Wildeboer · Spanyolország · Sztanyiszlav Donyec · Oroszország              | 1:49,22 CR | |          | Pierre Roger · Franciaország                                                    | 1:52,26  |
| 50 m-es mellúszás             | Matjaž Markič · Szlovénia                                                          | 26,47 CR   | Aleksander Hetland · Norvégia | 26,64    | Emil Tahirovič · Szlovénia                                                      | 26,66    |
| 100 m-es mellúszás            | Igor Boriszik · Ukrajna                                                            | 57,33 ER   | Hugues Duboscq · Franciaország | 57,64    | James Gibson · Egyesült Királyság                                               | 57,91    |
| 200 m-es mellúszás            | Hugues Duboscq · Franciaország                                                     | 2:04,59 ER | Edoardo Giorgetti · Olaszország | 2:04,98  | Igor Boriszik · Ukrajna                                                         | 2:05,47  |
| 50 m-es pillangóúszás         | Amaury Leveaux · Franciaország                                                     | 22,23      | Milorad Čavić · Szerbia | 22,36    | Rafael Muñoz Pérez · Spanyolország                                              | 22,46    |
| 100 m-es pillangóúszás        | Milorad Čavić · Szerbia                                                            | 49,19 ER   | Rafael Muñoz Pérez · Spanyolország | 49,74    | Nyikolaj Szkvorcov · Oroszország                                                | 49,98    |
| 200 m-es pillangóúszás        | Nyikolaj Szkvorcov · Oroszország                                                   | 1:50,60 WR | Dinko Jukić · Ausztria | 1:52,31  | Makszim Ganyihin · Oroszország                                                  | 1:52,32  |
| 100 m-es vegyesúszás          | Peter Mankoč · Szlovénia                                                           | 51,97 ER   | Christian Galenda · Olaszország | 52,29    | James Goddard · Egyesült Királyság                                              | 52,36    |
| 200 m-es vegyesúszás          | James Goddard · Egyesült Királyság                                                 | 1:53,46    | Vytautas Janušaitis · Litvánia | 1:54,51  | Alan Cabello Forns · Spanyolország                                              | 1:55,70  |
| 400 m-es vegyesúszás          | Dinko Jukić · Ausztria                                                             | 4:03,01    | Kis Gergő · Magyarország | 4:03,81  | Lukasz Wojt · Lengyelország                                                     | 4:05,13  |
| 4 × 50 m-es gyorsúszás váltó  | Franciaország · Alain Bernard · Fabien Gilot · Amaury Leveaux · Frédérick Bousquet | 1:20,77    | Olaszország · Alessandro Calvi · Marco Orsi · Mattia Nalesso · Filippo Magnini                                                                                                   | 1:23,37  | Horvátország · Duje Draganja · Alexei Puninski · Bruno Barbic · Mario Todorovic | 1:23,68  |
| 4 × 50 m-es vegyesúszás váltó | Olaszország · Mirco di Tora · Alessandro Terrin · Marco Belotti · Filippo Magnini  | 1:32,91    | Oroszország · Sztanyiszlav Donyec · Szergej Gejbel · Jevgenyij Korotiskin · Jevgenyij Lagunov · Németország · Thomas Rupprath · Marco Koch · Johannes Dietrich · Steffen Deibler | 1:33,31  |                                                                                 |          |

### Női
| Versenyszám                   | Arany                                                                                     | Arany      | Ezüst                                                                             | Ezüst   | Bronz                                                                              | Bronz   |
| ----------------------------- | ----------------------------------------------------------------------------------------- | ---------- | --------------------------------------------------------------------------------- | ------- | ---------------------------------------------------------------------------------- | ------- |
| 50 m-es gyorsúszás            | Marleen Veldhuis · Hollandia                                                              | 23,55 CR   | Hinkelien Schreuder · Hollandia                                                   | 23,72   | Jeanette Ottesen · Dánia                                                           | 24,05   |
| 100 m-es gyorsúszás           | Marleen Veldhuis · Hollandia                                                              | 51,95      | Jeanette Ottesen · Dánia                                                          | 52,08   | Ranomi Kromowidjojo · Hollandia                                                    | 52,22   |
| 200 m-es gyorsúszás           | Federica Pellegrini · Olaszország                                                         | WR         | Femke Heemskerk · Hollandia                                                       | 1:53,79 | Daria Beljakina · Oroszország                                                      | 1:53,85 |
| 400 m-es gyorsúszás           | Coralie Balmy · Franciaország                                                             | 3:56,39    | Camille Muffat · Franciaország                                                    | 3:57,48 | Alessia Filippi · Olaszország                                                      | 3:59,35 |
| 800 m-es gyorsúszás           | Alessia Filippi · Olaszország                                                             | 8:04,53 WR | Coralie Balmy · Franciaország                                                     | 8:05,32 | Lotte Friis · Dánia                                                                | 8:09,91 |
| 50 m-es hátúszás              | Sanja Jovanović · Horvátország                                                            | 26,23 WR   | Katerina Zubkova · Ukrajna                                                        | 26,65   | Elena Gemo · Olaszország                                                           | 26,77   |
| 100 m-es hátúszás             | Sanja Jovanović · Horvátország                                                            | 56,87 ER   | Katerina Zubkova · Ukrajna                                                        | 57,01   | Laure Manaudou · Franciaország                                                     | 57,16   |
| 200 m-es hátúszás             | Alexandra Putra · Franciaország                                                           | 2:02,48    | Alexianne Castel · Franciaország                                                  | 2:03,10 | Elizabeth Simmonds · Egyesült Királyság                                            | 2:03,12 |
| 50 m-es mellúszás             | Valentyina Artyemjeva · Oroszország                                                       | 29,96      | Janne Schaefer · Németország                                                      | 30,37   | Moniek Nijhuis · Hollandia                                                         | 30,45   |
| 100 m-es mellúszás            | Valentyina Artyemjeva · Oroszország                                                       | 1:05,02    | Sophie de Ronchi · Franciaország                                                  | 1:05,43 | Mirna Jukić · Ausztria                                                             | 1:05,64 |
| 200 m-es mellúszás            | Alena Alekszejeva · Oroszország                                                           | 2:19,93    | Mirna Jukić · Ausztria                                                            | 2:20,48 | Patrizia Humplik · Svájc                                                           | 2:21,68 |
| 50 m-es pillangóúszás         | Hinkelien Schreuder · Hollandia                                                           | 25,21 ER   | Jeanette Ottesen · Dánia                                                          | 25,54   | Diane Bui Duyet · Franciaország                                                    | 25,55   |
| 100 m-es pillangóúszás        | Jeanette Ottesen · Dánia                                                                  | 56,70 CR   | Diane Bui Duyet · Franciaország                                                   | 56,83   | Dara Eszter · Magyarország                                                         | 56,88   |
| 200 m-es pillangóúszás        | Petra Granlund · Svédország                                                               | 2:04,27    | Aurore Mongel · Franciaország                                                     | 2:04,73 | Jemma Lowe · Egyesült Királyság                                                    | 2:04,78 |
| 100 m-es vegyesúszás          | Hanna-Maria Seppälä · Finnország                                                          | 59,24 CR   | Verrasztó Evelyn · Magyarország                                                   | 59,49   | Francesca Segat · Olaszország                                                      | 59,61   |
| 200 m-es vegyesúszás          | Francesca Segat · Olaszország                                                             | 2:07,03 ER | Verrasztó Evelyn · Magyarország                                                   | 2:07,93 | Sophie de Ronchi · Franciaország                                                   | 2:08,10 |
| 400 m-es vegyesúszás          | Mireia Belmonte García · Spanyolország                                                    | 4:25,06 WR | Alessia Filippi · Olaszország                                                     | 4:26,06 | Francesca Segat · Olaszország                                                      | 4:27,12 |
| 4 × 50 m-es gyorsúszás váltó  | Hollandia · Hinkelien Schreuder · Inge Dekker · Ranomi Kromowidjojo · Marleen Veldhuis    | 1:33,80    | Svédország · Petra Granlund · Claire Hedenskog · Sarah Sjöström · Lovisa Ericsson | 1:38,00 | Németország · Dorothea Brandt · Petra Dallmann · Lisa Vitting · Daniela Schreiber  | 1:38,06 |
| 4 × 50 m-es vegyesúszás váltó | Hollandia · Ranomi Kromowidjojo · Moniek Nijhuis · Hinkelien Schreuder · Marleen Veldhuis | 1:45,73    | Németország · Daniela Samulski · Janne Schaefer · Lena Kalla · Petra Dallmann     | 1:46,84 | Olaszország · Elena Gemo · Roberta Panara · Silvia di Pietro · Federica Pellegrini | 1:47,05 |